# Constantina
Flavia Valeria Constantina také Constantia či Constantiana později známá jako Svatá Konstancie (307/317 – 354) byla nejstarší dcerou římského císaře Konstantina I. Velikého a jeho druhé manželky Fausty, dcery císaře Maximiana. Je uctívána jako svatá, protože ve středověku se stala legendou, která se podstatně rozcházela s tím, co je známo o jejím skutečném životě.

## Život
Narodila se ve 20. letech 3. století, jejím otcem byl císař Konstantin Veliký a matkou císařovna Fausta. Byla sestrou Konstantina II., Constanse, Constantia II., Heleny a nevlastní sestrou Crispa. V roce 335 se Constantina provdala za svého bratrance Hannibaliana, syna Flavia Dalmatia, kterého Konstantin I. jmenoval Rex Regum et Ponticarum Gentium („Králem králů a pontského lidu“). Z prvního manželství měla Constantina dceru Constantii, která se později provdala za Memmia Vitrasia Orfita a stala se matkou Rusticiany, manželky Quinta Aurelia Symmacha. Když její otec Konstantin zemřel, došlo v císařské rodině k velkým čistkám, během nichž byl její manžel Hannibalianus v roce 337 popraven.
Podruhé dal Constantius II. svou sestru Constantinu Hannibalianovu bratranci a jejímu nevlastnímu bratranci Gallusovi. Gallus byl jmenován caesarem Východu, přičemž si změnil jméno na Constantius Gallus, aby se spojil s konstantinovskou dynastii a podpořil svou legitimitu na trůn. Gallusovi bylo v té době pětadvacet nebo dvacet šest let, zatímco Constantina byl v podstatě starší. Z jejího druhého manželství se narodila dcera Anastasia, jejíž celé jméno ani osud nejsou známy.
Constantina a Constantius Gallus byli poté posláni z Říma do Antiochie, aby spravovali tuto část Východořímské říše. Až do své smrti se do Říma již nevrátila. V roce 354 byla Constantina vyslána ke svému bratrovi. Na své cestě za Constantiem II. zemřela v Caeni Gallicani v Bithýnii. Příčinou její smrti byla náhlá vysoká horečka neznámé příčiny. Její tělo bylo posláno zpět do Říma a pohřbeno v mauzoleu poblíž Via Nomentana, které pro ni začal stavět její otec, císař Konstantin I. Veliký. Toto mauzoleum se později stalo známým jako kostel Santa Costanza. Její porfyrový sarkofág je vystaven ve Vatikánských muzeích.